# Sibon merendonensis
Espèce
Statut de conservation UICN

 CR B1ab(iii) : 
En danger critique
Sibon merendonensis  est une espèce de serpents de la famille des Dipsadidae.

## Répartition
Cette espèce est endémique du département de Zacapa au Guatemala. Elle se rencontre dans la Sierra del Merendón.

## Étymologie
Son nom d'espèce, composé de merendon et du suffixe latin -ensis, « qui vit dans, qui habite », lui a été donné en référence au lieu de sa découverte, la Sierra del Merendón.

## Publication originale
- Rovito, Papenfuss & Vásquez-Almazán, 2012 : A new species of Sibon (Squamata: Colubridae) from the mountains of eastern Guatemala. Zootaxa, no 3266, p. 62–68.